# Antechinus agilis
Антехінус спритний (Antechinus agilis) — вид сумчастих, родини кволових. 

## Поширення
Ендемік Австралії, де він поширений у штаті Вікторія і південному сході Нового Південного Уельсу. Діапазон поширення за висотою: від рівня моря до близько 2000 м. Живе у найрізноманітніших лісових середовищах проживання і пустищах. 

## Репродукція, морфологія
Самиці народжують виводок від шести до десяти дитинчат. Вага 16–40 грам.

## Загрози та охорона
Серйозних загроз, здається, нема. Локально чисельність зменшується через введення екзотичних рослин, наприклад, заліснення соснами. Загрозами є зміна режимів пожеж та хижацтва сови, і немісцевих лисиць і диких котів. Цей вид присутній на багатьох охоронних територіях.

## Галерея

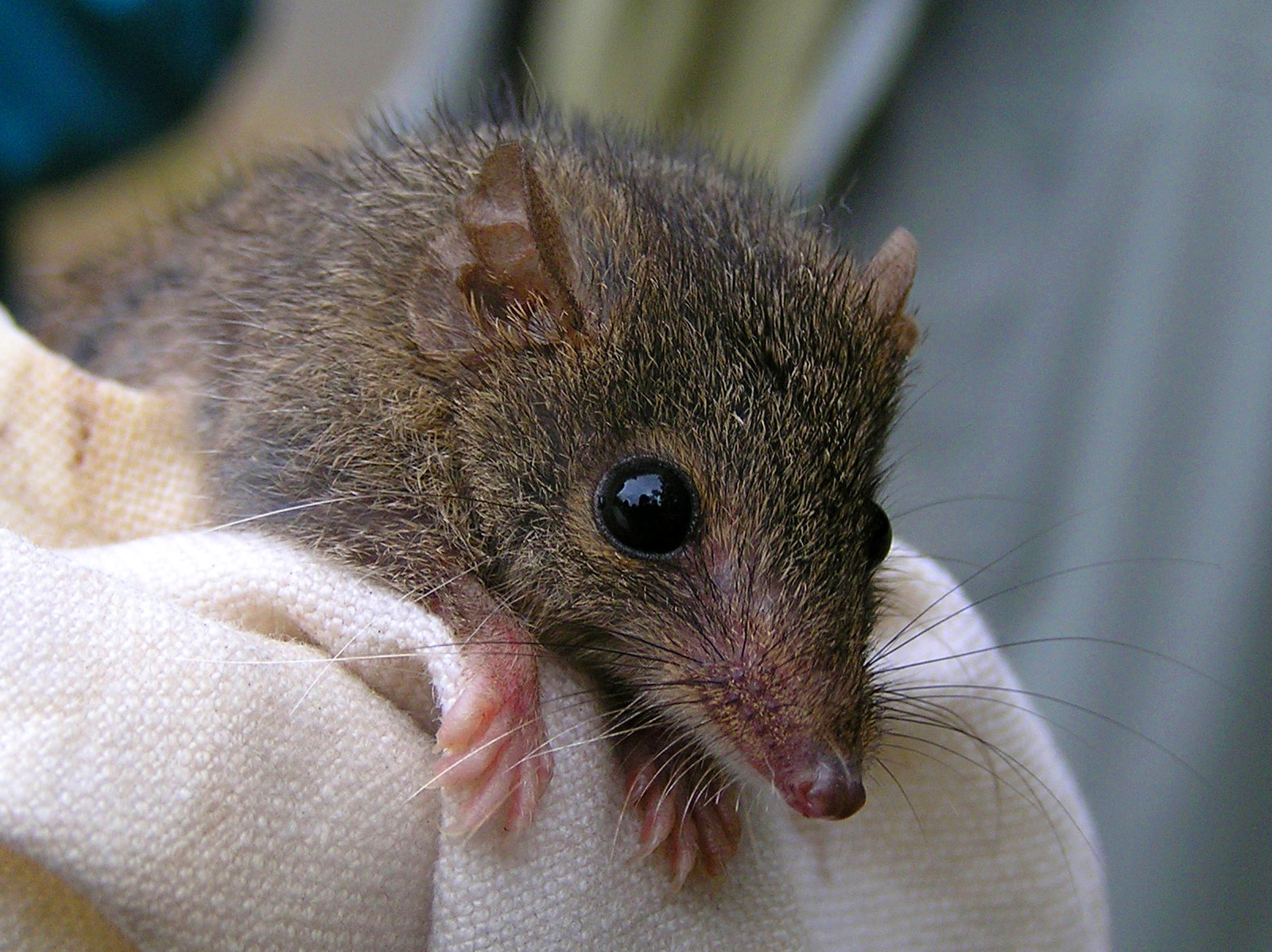
Зблизька
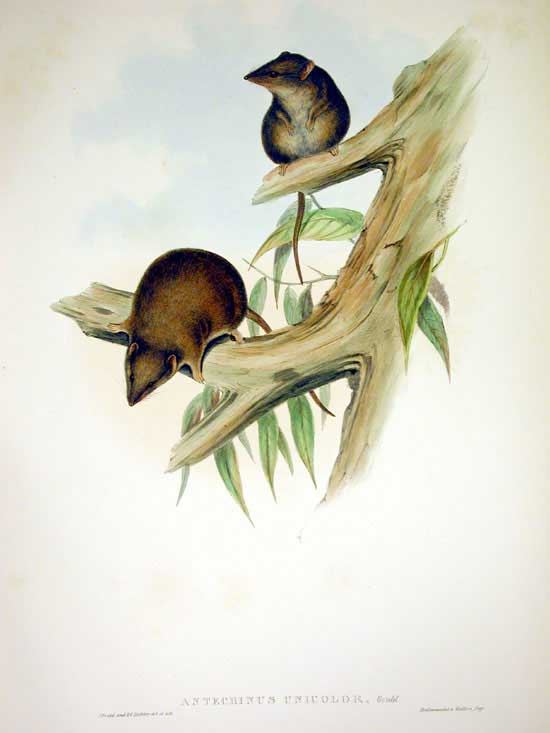
Джон Гульд – "Ссавці Австралії", ілюстрація з книги